# Maintenance corrective palliative
Selon la norme française NF X 60-000, la maintenance corrective palliative ou, simplement, maintenance palliative (en anglais palliative maintenance ou stop-gap maintenance, littéralement « maintenance bouche-trou », est, avec la maintenance curative, une des deux subdivisions distinctes de la maintenance corrective.

## Définition
La norme Afnor « NF X 60-000 » (avril 2016) définit ainsi la maintenance (corrective) palliative : « Action de maintenance corrective destinée à permettre à un bien d’accomplir provisoirement tout ou partie d’une fonction requise. Appelée couramment dépannage, la maintenance palliative est principalement constituée d’actions à caractère provisoire qui doivent être suivies d’actions curatives ». Après une maintenance palliative, le bien peut fonctionner à nouveau mais dans un « fonctionnement dégradé », l’un des modes génériques de défaillance.
Selon l'ancien directeur du Centre international de maintenance industrielle, Bernard Méchin, « L’action exécutée est presque toujours une action de dépannage »,. Toutefois, cette « maintenance » n'apparaît pas dans la norme européenne « EN 13306 » « Terminologie de la maintenance », même dans sa version francisée « NF EN 13306 » (janvier 2018). En lieu et place, on y trouve le terme de « dépannage » (temporary repair) : « action physique exécutée pour permettre à un bien en panne d’accomplir sa fonction requise pendant une durée limitée jusqu’à ce que la réparation soit exécutée ».

## Distinction entre maintenance palliative et maintenance curative
Alors que la maintenance (corrective) curative est une action ayant pour objet de rétablir un bien dans un état spécifié (lequel, par conséquent, n’est pas nécessairement son état initial) pour lui permettre d’accomplir une fonction requise, la maintenance (corrective) palliative est une action destinée à permettre à un bien d’accomplir provisoirement tout ou partie d’une fonction requise.
Ainsi, lorsque la pièce, l’outillage et/ou la compétence ne sont pas disponibles et si on juge que l’arrêt de la production n’est pas acceptable, on peut chercher à se débrouiller avec d’autres moyens. Dès lors, une maintenance palliative (appelée « dépannage » en langage courant) peut dépanner un certain temps, mais ce temps ne peut être déterminé, puisque — contrairement à une maintenance curative — l’état du bien, une fois dépanné (ou réparé avec les « moyens du bord »,) n’est pas lui-même déterminé.
Selon Gilles Duchemin, professeur à l’École nationale supérieure maritime, la maintenance palliative est « l’action de dépannage permet[tant] de remettre provisoirement le matériel à un niveau de performance acceptable mais inférieur au niveau optimal ».
Ainsi, ce qui distingue fondamentalement la maintenance palliative, c’est qu’elle « n’est pas une action prévue et ne fait donc pas partie d’une politique de maintenance ».

## Usage
La maintenance palliative ne doit jamais être la première méthode choisie dans une politique de maintenance. Selon Christian Hohmann, une politique de maintenance « consiste à fixer les orientations » afin notamment de remettre un bien défaillant en état de fonctionnement mais « jamais à assurer coûte que coûte son fonctionnement dans des conditions qui ne soient pas celles de la sûreté de fonctionnement ». « Elle fait adapter les méthodes de travail » en conséquence. Une maintenance palliative révèle ainsi une mauvaise politique ou son absence. Seules des contraintes exceptionnelles peuvent obliger de recourir à une maintenance palliative :
- l’indisponibilité provisoire des pièces de rechange ;
- l’indisponibilité provisoire de la compétence technique ;
- l’indisponibilité provisoire de l’outillage ou de l’appareillage ;
- un coût d’indisponibilité de la machine en panne supérieur à celui de sa maintenance.

## Exemples
La nature palliative de ce type de maintenance peut être illustrée par les exemples suivants :
- le bâchage d’une toiture permettant de mettre hors d’eau à la suite d'une avarie et en attendant la réparation définitive[11] ;
- un panneau de bois pour remplacer un vitrage cassé[12] ;
- un tuyau d’arrosage qui fuit à cause d’un trou et réduisant fortement le débit d’eau se verrait réparé provisoirement par l’enroulement d’adhésif autour de la fuite dans le but de pallier le problème sur le moment[13] ;
- dans l’industrie, ré-agrafer provisoirement la bande déchirée d’un convoyeur, en attendant son changement ou une réparation par vulcanisation de celle-ci[13].

## Risques
La maintenance palliative « est dangereuse pour les hommes et les matériels ». Si elle peut, en cas de réussite, permettre à la machine concernée de continuer à remplir temporairement sa mission, la machine ne retrouve pas son état initial. Dès lors, elle peut causer des dommages supplémentaires à l’équipement ou au système.
À la suite d'une telle action (qui n’a de maintenance que le nom et seulement dans la norme française, trois classes de risques sont envisageables en fonction de leur temporalité : un risque immédiat, un risque différé et un risque à plus ou moins longue échéance.

### Risque immédiat
Alors que le propre d’une (vraie) maintenance est sa préparation, le geste même d’une maintenance palliative peut constituer un danger immédiat, puisqu’un dépannage n’est généralement pas préparé.
Le risque de la maintenance palliative est déjà là car certains gestes — le cas échéant pouvant sauver des vies — peuvent s’avérer particulièrement dangereux à faire : par exemple, le remplacement d’un fusible par un élément conducteur.

### Risque différé
Dans une maintenance palliative, « On agit sur les effets sans corriger la cause. C’est le remède symptomatique des médecins… le remède proposé est dangereux (il est palliatif) ». « Une telle intervention peut être dangereuse, puisqu’elle masque la cause qui continue à agir ». Aussi « cette maintenance est[-elle] le plus souvent associée à des systèmes ne présentant pas d’impératif de sécurité ».

### Risque à terme
De plus, elle ne doit pas être utilisée comme solution permanente car elle engendre une spirale infernale : bricolage, dépannage → moyens de production fragilisés → augmentation du taux de panne → bricolage, dépannage → …. « Si cette maintenance n’est pas complétée par une action de fond destinée à traiter la cause première, on est conduit à constater la répétition de la défaillance en question et on parle alors de défaillance répétitive ».
« La conséquence de ce type de maintenance est la dégradation accélérée de l’équipement ».

### Balance des risques
Le technicien doit donc, en accord avec la direction de la société, faire la balance entre le danger que pourrait représenter l’arrêt de la production et celui inhérent à toute maintenance palliative.

## Coût
La maintenance palliative est généralement utilisée quand une réparation complète n’est pas économiquement viable ou possible. Par exemple, un système informatique obsolète peut nécessiter une maintenance palliative pour maintenir sa fonctionnalité jusqu’à son remplacement. Cependant, « Ce type de maintenance est la plus coûteuse sur le long terme ».